# جزيرة اونى
جزيرة أوني
جزيرة أونى أو يونى كله صحيح، لأن الكلمة من أصل نوبى عنجى قديم، وهي عبارة عن جزيرة طولها 3 كيلومتر الا قليلا، وعرضها قرابة الكيلومترات الواحد. تقع الجزيرة في منطقة (حجر العسل) قرية (الكندرية) وهي تعتبر فرع مستقل  من جزيرة مرنات كبرى جزر النيل الشمالى الصالحة للزراعة والتي يبلغ طول الأخيرة فروعها قرابة ال 8 كيلومتر. تقع الجزيرة بين فرعين من النيل يطلق على النيل الشرقي الصغير منهما بحر القدامية والغرب الأكبر حجماً بحر الورانية، وتوجد بها وابورات وطلمبات لضخ المياه  في كل فرع، حيث تستخدم في عملية الري.
تعتبر أونى مصدر دخل لسكان القرية والقرى المجاورة، حيث يُزرع فيها الفول المصرى والفاصوليا والحمص واللوبيا والبصل والطماطم في الشتاء وأيضا زراعة البامية والقصب بأنواعه والبرسيم وغيرها من المحاصيل الصيفية, حيث تعتمد البهائم اعتماد كلى على هذه الاعلاف، وقد أدخلت زراعة الموز بكميات كبيرة فى الآونة الأخيرة.
من المعروف أن لهذه الجزيرة تاريخ ونوادر كثيرة حيث كان المزارعون يقولون فيها الشعر والدوبيت،  أمثال الشاعر المرحوم محمد ود محمود المعروف بود اللبيب البي شروقه الذى قال واصفً الساقية في أوني:
الساقية تنبح روحها  ما عايز سهر فى حلقتها المسنوحة
ومن أشعاره:
قام تربالنا بدري في الصباحية
ونقر بابوره دور يامزارعية  
شمر ساعده من بدري وقلب في كتفه طورية
وقلع نعلاته تحت الضل وشال العمة والطاقية
وقفل البربخ الغربي وقلب الموية قبلية
بيقلع من الجدويل قش وسكن في الكرنكية
وقلب اللبقة في الحيضان وحس بي راحه نفسية
تتعدد في أونى كثير من المناطق الزراعية امثال أبو سعيفة والرأس وحجر الكديس وراس ودابنعوف وأيضا تجاور هذه الجزيرة جزيرة إرن ومسيخ ودقرمس وأم قرع وكبنية وود الهندي ومرنات الأم، كما ذكرت سابقاً. كانت هذه الجزيرة مخبأ للتماسيح في زمن السواقى ولكن ومع  كثرة الطملبات والصيد الجائر قلت تلك التماسيح وأصبحت البلد آمنة و مستقرة.. ومن الصيادين في ذلك الزمان ود المجذوب وهو رجل من غرب النيل قرية ود حامد اشتهر بصيد التماسيح.وكان ماهرا فى اصطيادها، ملهما فى هذا العمل الفريد فى ذلك الزمان، و تعتبر أونى جزيرة جميلة حيث توجد بها اشجار النخيل و البرتقال والليمون والنارنج بالإضافة لزراعة البطيخ و الشمام.وقلت مسبقاً فيها:
جاد الإله على اونى وأجزلها    ***بغيث على النوار دفاق
وطهر الأرض السوداء تربتها**** بمزن من العلياء ينساق
هذا سلام من على البعد ****سلام ولهان إلى أونى ومشتاق
ومن الشعر الذى قيل فى جزيرة أوني ايضا قول عبد الرحمن أبشقة:
زمنى المعاك فى ودنصاح عدّيتو
مشوار المـرن لا دار اللّمين مدّيتو
ود القدّال غـزال المشرع وقف حيّتو
فات زمـن الحليب وأب شقه سادر بيتو
وكنت قد رديت عليه بالابيات التالية:
من زمن بعيد زولا على عزيز طاريه ما نسيته
وقت المقيل فرفر خيالو على وزكرياتو طريته
تمساح الدراو لمن فى الصباح شفتو لقيته
رجعت لي وراء ودقيت الكراع حيته
عكازى بى الجنبة وهاك سيفى من الجفير سليته
هرب وطار وقال دا ود اللمين غلطان انا الجيتو
تفرعت جزيرتنا من الجزيرة مرنات والتي قطنها في القرن الخامس عشر العبدلاب اولاد الشريف محمد ديومة بن عبد الله جماع (الديوماب) وذرية الشريف علي ود الهندى والذين سكنوا فيما بعد قرية الديوماب الحالية، شرق جزيرة مرنات وامتزجو هنالك نسبا وصهرا. انتقل نفر منهم وهو الامين حماد علي فضل الله شيخ إدريس شاور حماد شاور بن محمد ديّومة بن عبد الله جماع وهو جد الاميناب الديوماب فى الكندرية من أكبر فرع الديوماب الذين، وهو صاحب جزيرة اونى الأول بجانب أبناء عمومته الكليساب الحميداب وهم أيضاً من ذريتة ديومة، وأسس الأمين الجزيرة ولم يسكن فيها لغمورها بالمياه وقت الفيضان, بل اكتفى بزراعتها من البقوليات والخضروات والتمور والموالح وغيرها، فكان بجانب الامين نفر من الجعليين العمراب وكان الشايقية الحناكاب  يملكون أرض في البر الشرقى للجزيرة وقد استحوذوا عليها بعد قانون للأراضي الذي جاء به الأنجليز فيما بعد. يجاور تلك الجزيرة من الغرب قرى مديسيسة والحواويت وحلة الشيخ العباس. نسبة لوجود الجزر وانشطار النيل فى تلك المنطقة فقد كانت العلاقات بين الشرق والغرب فاترة وباردة بعض الشئ، بالرغم من وجود بنطون مرنات ومدينى ا منذ زمن طويل بالإضافة للمراكب المتعددة .
قلت في روايتي (قصة الحياة والموت 2006م) واصفا الايام التي قضاها  أحد الرجال الهمباتة في الجزيرة:
يوم لفحت راجلا عنيد لمن رميت طايوقه
وخليت الكلاب تأكل عشاه تضوقه
والصقور في تولاتو دائر تسوقه
والمراح ودر راح على لحوقة
وبنبتر الحبيل ومابنخلى مراح ما نقوده
وقلت ايضاً في نفس الرواية علي لسان أحد الهمباتة الذى كان مفتخرا بشجاعته  وقوته النادرتين:
انا لا بعرف قلم ولا كراس
ولكن بعرف دروب الناس
وبشرب عند الصباح الكأس
وجزيرة أوني من إرن للرأس
مافى زول غيرى زكه أبو النسناس.
من القصص التي تحكى ذات يوم في الجزيرة اونى كانت لود اللبيب المذكور آنفاً ساقية وبعد ان زرع فيها تقريبا بصل او لوبيا على ما اعتقد، وأراد ان يسقي بالساقية عند الفجر وذلك يسمى بالفجراوى، اى السقاية عند الفجر وعند المساء يقال لها المساوى، ولكنه لم يجد ابنه بينه في تلك اللحظة وقد كان تقريبا مريضا لو صح القول,,,فذهب ود محمود إلى منزل عمنا المرحوم بابكر ود علي ود حماد  ووجد فيه ابنه البشير ,,وذهب به إلى الساقية وصار يدور في الساقية ومعه البشير حتى سقى جميع زرعه ,,, وعندما اراد المرحوم بابكر ان يسقى زرعه هب مسرعا إلى ابن ود محمود وساقه معه إلى الساقية وضغطه في عمل الفجراوى حتى تعب ومرض,,,, وعندما جاء الأبن واخبر اباه ود اللبيب بذلك ذهب إلى منزل بابكر وقبل ان يسلم عليه ابتدره قائلا:
السنة بتنعدى وبتبقى حكاوى***** وليه يا أبو البشير بتغرم الفجراوى
من القصص أيضا كان ود اللبيب قد زهج من الزراعة فى  الجزيرة أونى لأن الموسم لم ينجح معه كثيرا وتركها وذهب إلى جزيرة أخرى وعندما زرع في تلكم الجزيرة مواسم عديدة لم يفلح أيضا في الانتاج ورجع ثانيا إلى جزيرته ام دود وعندما سأله الناس عن غيابه عن الجزيرة ورجوعه إلى ام دود قال في ذلك:
ام دود المرية المستريح ترباله***فتنا منها وتانى دوبيناله
تجاور جزيرة اونى الجزيرة نقزو وجزيرة أم جركى وسلامتو التى غرقت في أحد فيضانات النيل القوية، وكان لأهل أونى علاقة بقرية ود الحبشي الخضراء حديثاً حيث المحكمة والسوق ولهم قصص كثيرة لا يسع المجال لذكرها واجمل الكلمات التي قلتها عن الجزيرة نقزو ذلك عندما كنت بصحبة الأشقاء في أحد ايام قلع البصل في رأس الجزيرة اونى وبينما نحن كنا منهمكين بالعمل فاذا فجاءة سمعنا بصوت حفلة في نقزو وقبل ان نكمل عملنا ذهبنا مسرعين إلى الحفلة وبعد ان رجعنا إلى المنزل زاكرنا هذه الاشعار مع بعضنا البعض وتغنين بها فرحين بذلك اليوم:
يوم داك من رأس الامين جاتنا بشارة
فى نقزو الوريفة سمعنا بى نقارة
ومن ام بيس قالوا شوفو اخبارها
لقينا الاصيل براهو مالى الدارة
تمساح الدراو البراه شانى الغارة
تحياتى لنقزو ولكل زول زارا
يسكن قرية نقزو الجعليين القريشاب والعدلاناب وبعض القبائل الأخرى و هم قوم أكارم اشتهروا بالكرم وكنا نلاقى حفاوتهم وكرمهم الدفاق عند ذهابنا الى منطقة ود حامد حفظهم
الله تعالى. الآن اصبحت الجزيرة ملك للجميع وقد اشترى الناس كثير من الافدنة وقلت زراعة الفول المصري(فول عقبات) فيها واهتم الناس بالمانجو والموز وتربية البهائم لمجابهة متطلبات الحياة المختلفة.